# England Keep My Bones
England Keep My Bones è il quarto album in studio del cantautore inglese Frank Turner, pubblicato nel 2011.

## Tracce
Testi e musiche di Frank Turner, eccetto dove indicato.
1. Eulogy – 1:34
2. Peggy Sang the Blues – 3:33
3. I Still Believe – 3:47
4. Rivers – 4:34
5. I Am Disappeared – 4:47
6. English Curse – 2:17
7. One Foot Before the Other – 3:26
8. If Ever I Stray (Frank Turner, Nigel Powell) – 2:54
9. Wessex Boy (Turner, Powell) – 3:34
10. Nights Become Days – 4:26
11. Redemption – 4:48
12. Glory Hallelujah – 4:30

Tracce bonus
1. Song for Eva Mae – 3:43
2. Wanderlust – 3:13
3. Balthazar, Impresario – 4:01